# Irina Rodnina
Irina Konstantinowna Rodnina, ros.  Ирина Константиновна Роднина (ur. 12 września 1949 w Moskwie) – radziecka łyżwiarka figurowa, startująca w parach sportowych z Aleksiejem Ułanowem do 1972 roku, a następnie z mężem Aleksandrem Zajcewem do 1980 roku.
Jedna z najbardziej utytułowanych zawodniczek w historii łyżwiarstwa figurowego: trzykrotna mistrzyni olimpijska z Sapporo (1972), Innsbrucka (1976) i Lake Placid 1980), 10-krotna mistrzyni świata (1969–1978) i 11-krotna mistrzyni Europy (1969–1978, 1980). 
Rodnina i Zajcew nie występowali w sezonie 1978/1979 ze względu na ciążę i narodziny ich syna Aleksandra 23 lutego 1979 roku. Drugim mężem Rodniny był producent filmowy Leonid Mińkowski z którym ma córkę Alonę Mińkowską (ur. 30 stycznia 1986), prezenterkę telewizyjną. 
W 1980 roku Rodnina zakończyła karierę sportową i została trenerką, najpierw w Rosji, a następnie w Stanach Zjednoczonych, aby później wrócić do Rosji. Pracowała w Komitecie Centralnym Komsomoła, następnie w Dynamo oraz wykładała w Instytucie Wychowania Fizycznego w Moskwie.
7 lutego 2014 podczas ceremonii otwarcia Zimowych Igrzysk Olimpijskich 2014 w Soczi razem z byłym hokeistą, Władisławem Tretjakiem oficjalnie zapaliła znicz olimpijski.

## Osiągnięcia

### Z Aleksandrem Zajcewem
| Zawody               | 72–73          | 73–74          | 74–75          | 75–76          | 76–77          | 77–78          | 78–79          | 79–80          |                |                |                |                |                |                |                |                |                |
| Międzynarodowe       | Międzynarodowe | Międzynarodowe | Międzynarodowe | Międzynarodowe | Międzynarodowe | Międzynarodowe | Międzynarodowe | Międzynarodowe | Międzynarodowe | Międzynarodowe | Międzynarodowe | Międzynarodowe | Międzynarodowe | Międzynarodowe | Międzynarodowe | Międzynarodowe | Międzynarodowe |
| -------------------- | -------------- | -------------- | -------------- | -------------- | -------------- | -------------- | -------------- | -------------- | -------------- | -------------- | -------------- | -------------- | -------------- | -------------- | -------------- | -------------- | -------------- |
| Igrzyska olimpijskie |                |                |                | 1              |                |                |                | 1              |                |                |                |                |                |                |                |                |                |
| Mistrzostwa świata   | 1              | 1              | 1              | 1              | 1              | 1              |                |                |                |                |                |                |                |                |                |                |                |
| Mistrzostwa Europy   | 1              | 1              | 1              | 1              | 1              | 1              |                | 1              |                |                |                |                |                |                |                |                |                |
| Prize of Moscow News |                |                |                |                |                | 1              |                |                |                |                |                |                |                |                |                |                |                |
| Krajowe              |                |                |                |                |                |                |                |                |                |                |                |                |                |                |                |                |                |
| Mistrzostwa ZSRR     | 1              | 1              | 1              |                | 1              |                |                |                |                |                |                |                |                |                |                |                |                |

### Z Aleksiejem Ułanowem
| Zawody               | 67–68          | 68–69          | 69–70          | 70–71          | 71–72          |                |                |                |                |                |                |                |                |                |                |                |                |
| Międzynarodowe       | Międzynarodowe | Międzynarodowe | Międzynarodowe | Międzynarodowe | Międzynarodowe | Międzynarodowe | Międzynarodowe | Międzynarodowe | Międzynarodowe | Międzynarodowe | Międzynarodowe | Międzynarodowe | Międzynarodowe | Międzynarodowe | Międzynarodowe | Międzynarodowe | Międzynarodowe |
| -------------------- | -------------- | -------------- | -------------- | -------------- | -------------- | -------------- | -------------- | -------------- | -------------- | -------------- | -------------- | -------------- | -------------- | -------------- | -------------- | -------------- | -------------- |
| Igrzyska olimpijskie |                |                |                |                | 1              |                |                |                |                |                |                |                |                |                |                |                |                |
| Mistrzostwa świata   |                | 1              | 1              | 1              | 1              |                |                |                |                |                |                |                |                |                |                |                |                |
| Mistrzostwa Europy   | 5              | 1              | 1              | 1              | 1              |                |                |                |                |                |                |                |                |                |                |                |                |
| Prize of Moscow News | 1              | 2              | 1              |                |                |                |                |                |                |                |                |                |                |                |                |                |                |
| Krajowe              |                |                |                |                |                |                |                |                |                |                |                |                |                |                |                |                |                |
| Mistrzostwa ZSRR     | 3              | 3              | 1              | 1              |                |                |                |                |                |                |                |                |                |                |                |                |                |

## Nagrody i odznaczenia
- Światowa Galeria Sławy Łyżwiarstwa Figurowego – 1989[7]